# Unione Sportiva Cavese G.Berta 1941-1942
Questa voce raccoglie le informazioni riguardanti l'Unione Sportiva Cavese G.Berta nelle competizioni ufficiali della stagione 1941-1942.

## Rosa
| N. |                   | Ruolo | Calciatore       |
| -- | ----------------- | ----- | ---------------- |
|    | Italia (bandiera) | C     | Pietro Angelini  |
|    | Italia (bandiera) | A     | Luigi Bisotti    |
|    | Italia (bandiera) | C     | Renato Cipriani  |
|    | Italia (bandiera) | P     | Mario Coz        |
|    | Italia (bandiera) | A     | Ugo David        |
|    | Italia (bandiera) | C     | Emilio Di Maio   |
|    | Italia (bandiera) | A     | Eraldo Gavazzi   |
|    | Italia (bandiera) | A     | Nicola Giacomini |

| N. |                   | Ruolo | Calciatore          |
| -- | ----------------- | ----- | ------------------- |
|    | Italia (bandiera) | D     | Mario Grassi        |
|    | Italia (bandiera) | D     | Gennaro Rescigno    |
|    | Italia (bandiera) | C     | Armando Senatore    |
|    | Italia (bandiera) | D     | Giovanni Sorrentino |
|    | Italia (bandiera) | A     | Pietro Vergiani     |
|    | Italia (bandiera) | A     | Vincenzo Volpe      |
|    | Italia (bandiera) | D     | Elia Zumbo          |